# Crocidura lepidura
Crocidura lepidura là một loài động vật có vú trong họ Chuột chù, bộ Soricomorpha. Loài này được Lyon mô tả năm 1908.